# Queyrières
Queyrières település Franciaországban, Haute-Loire megyében. Lakosainak száma 357 fő (2022. január 1.). Queyrières Araules, Champclause, Le Pertuis, Saint-Hostien, Saint-Julien-Chapteuil, Saint-Pierre-Eynac és Yssingeaux községekkel határos.

## Népesség
A település népességének változása:
| Lakosok száma | 331  | 212  | 232  | 312  | 311  | 307  | 305  | 333  | 347  | 357  |
|               | 1968 | 1982 | 1990 | 2006 | 2013 | 2015 | 2017 | 2019 | 2020 | 2022 |